# 那覇市立神原小学校
那覇市立神原小学校（なはしりつ かみはらしょうがっこう）は、沖縄県那覇市樋川二丁目にある公立小学校。南側に那覇市立神原中学校が隣接している。

## 沿革
出典
- 1958年（昭和33年）
  - 9月27日 - 中央教育委員会より、那覇市教育区立与儀小学校として設置認可。
  - 12月29日 - 第1校舎30教室着工。
- 1959年（昭和34年）
  - 3月30日 - 神原小学校に校名変更認可。所在地は那覇市字与儀西原551番地。
  - 4月1日 - 開校。開校時点の児童数は1757名、学級数36学級、教職員数38名。校舎建築中のため与儀・壺屋・開南の各小学校に分散して授業を行う。
  - 9月10日 - 第1校舎竣工。
  - 9月15日 - 開校式挙行（3分校合併統合）。
- 1961年（昭和36年）9月8日 - 校歌発表（作詞:野田弘、作曲:中山興真）。
- 1965年（昭和40年）9月14日 - 完全給食開始。
- 1967年（昭和42年）4月21日 - 第3校舎1階竣工。
- 1968年（昭和43年）1月4日 - 第3校舎2階竣工
- 1969年（昭和44年）3月25日 - 第3校舎3階竣工。
- 1970年（昭和45年）3月7日 - 創立10周年記念式典挙行。
- 1972年（昭和47年）5月15日 - 沖縄復帰により、那覇市立神原小学校と改称。
- 1978年（昭和53年）10月22日 - 体育館新築工事竣工。
- 1983年（昭和58年）8月31日 - 第1期校舎改築工事竣工。
- 1984年（昭和59年）3月25日 - 第2期校舎改築工事竣工。
- 1985年（昭和60年）3月31日 - 第3期校舎改築工事竣工。
- 1989年（平成元年）2月19日 創立30周年記念雪まつり開催。
- 1990年（平成2年）2月3日 - 創立30周年記念式典挙行。
- 1993年（平成5年）7月22日 - プール防風工事竣工。
- 1996年（平成8年）12月25日 - ブラジル・パトロニア校と姉妹校調印。
- 1999年（平成11年）
  - 2月6日 - 創立40周年記念式典挙行し、記念学芸会と祝賀会開催。
  - 5月3日 - 創立40周年記念事業「飼育小屋」工事開始。
- 2000年（平成12年）
  - 4月6日 - 新調理場竣工（ドライシステムによる学校給食開始）。
  - 10月6日 - コンピュータ室完成（20台）。
- 2001年（平成13年）7月7日 - ビオトープ池づくりの作業開始。
- 2002年（平成14年）4月8日 - 学校完全週5日制開始。
- 2003年（平成15年）9月2日 - 給食調理業務民間委託開始。
- 2009年（平成21年）
  - 8月3日 - PTA研修室改装。クーラー設置工事。
  - 11月10日 - 校旗購入。
  - 12月16日 - 大型スクリーン設置（体育館舞台）。
- 2010年（平成22年）2月14日 - 神原小学校創立50周年記念式典挙行し、祝賀会開催。
- 2012年（平成24年）12月4日 - 災害「備蓄庫」を1階多目的教室に設置。
- 2018年（平成30年）9月16日 - 創立60周年記念運動会開催。
- 2019年（平成31年）2月3日 - 創立60周年記念式典挙行し、祝賀会開催。
- 2020年（令和2年）
  - 4月8日 - 新型コロナウイルス感染拡大の影響で、同日挙行予定だった入学式を延期。同日より学校休業。
  - 5月21日 - 学校再開し、入学式挙行。
  - 7月27日 - この日から7月31日まで、登校日を延長。
  - 9月5日 - 新型コロナウイルス感染拡大に伴う学校休業により、土曜日授業を開始（4校時授業で給食無し）。
  - 11月13日 - 新型コロナウイルス感染拡大の影響で、6学年の修学旅行を0泊2日で実施。
- 2021年（令和3年）
  - 5月9日 - 2年ぶりのPTA作業（学校内の体育館備品を移動）実施。
  - 6月12日 - 新型コロナウイルス感染拡大に伴う臨時休業（～6 月 20 日まで）。
  - 6月24日 - GIGAスクール開講（一人一台のダブレット端末配布）。
  - 7月22日 - 夏季休業（新型コロナウイルス感染拡大に伴い8月27日まで）。
  - 8月30日 - 1学期後半開始、9月3日まで、オンライン授業実施。
  - 9月6日 - 分散登校（兄弟姉妹有・兄弟姉妹無しでチーム分け、給食無し）開始。
  - 9月14日 - 一斉登校再開（給食有り・4校時日課）。
  - 9月24日 - 特別日課による通常登校再開。
- 2022年（令和4年）
  - 1月12日 - 新型コロナウイルス感染拡大により、1月31日まで分散登校実施。
  - 2月1日 - 特別日課による通常登校再開。
  - 11月11日 - 地震・津波避難訓練として中央公園で保護者引き渡し訓練を実施。

## 通学区域
出典
- 壺屋1丁目（1番～8番、17番～21番、29番～34番）
- 壺屋2丁目（1番～4番、16番～26番）
- 樋川1丁目（5番～12番、21番～22番、25番～26番）
- 樋川2丁目（全域）
- 牧志3丁目（4番のみ）
- 松尾2丁目（23番～24番）
- 寄宮1丁目（全域）
- 寄宮2丁目（1番～28番）

## 周辺
- 神原児童クラブ - 同一敷地内
- 社会福祉法人さくら会立神原こども園 - 同一敷地内で、かつ進級前こども園。
- つくば開成国際高等学校沖縄本校 - 敷地が隣接。
- 国道330号線
- 那覇市立神原中学校 - 川をはさんで、敷地が隣接。
- 那覇市消防本部中央消防署神原分署 - 神原中学校に隣接
- 那覇警察署
- 那覇東郵便局
- 与儀公園
- 沖縄県立図書館
- 那覇市教育委員会
- 那覇市民会館

## アクセス
- 那覇バス「神原」停留所から、すぐ目の前。
- 琉球バス交通・東陽バスで、「神原」または「与儀十字路」停留所より、
  - 那覇バスターミナル・新川方面のりばから、徒歩約170m・約2分。
  - 安里・具志川・コザ方面のりばから、徒歩約200m・約3分（学校正門からバス停までは直線距離で約90m程だが、那覇市消防本部中央消防署神原分署付近の横断歩道を経由する必要があるため、倍以上の距離となる）。